# 七里濱車站
七里濱車站（日语：／ Shichirigahama eki */?）是由江之島電鐵所經營的鐵路車站，位於日本神奈川縣鎌倉市七里濱。本站是江之島電鐵線的鐵路車站，也是白天時有站員駐守的「日勤車站」。
本站的北側是西武鐵道在昭和40年代（1970年代前後）所開發的住宅區，南側夾著國道134號線與被稱為「七里濱」的沙灘海岸相望。比較不同的是，雖然站名的日文拼法是，但包括住宅區與附近的神奈川縣立七里濱高等學校，名稱中都是採的方式拼寫。
本站在1903年初設時原名田邊，1915年時改名行合，目前的站名則是在1951年之後才開始使用。本站在二戰之前並不在目前的現址上，而是設在今日峰原號誌站的附近。

## 車站結構

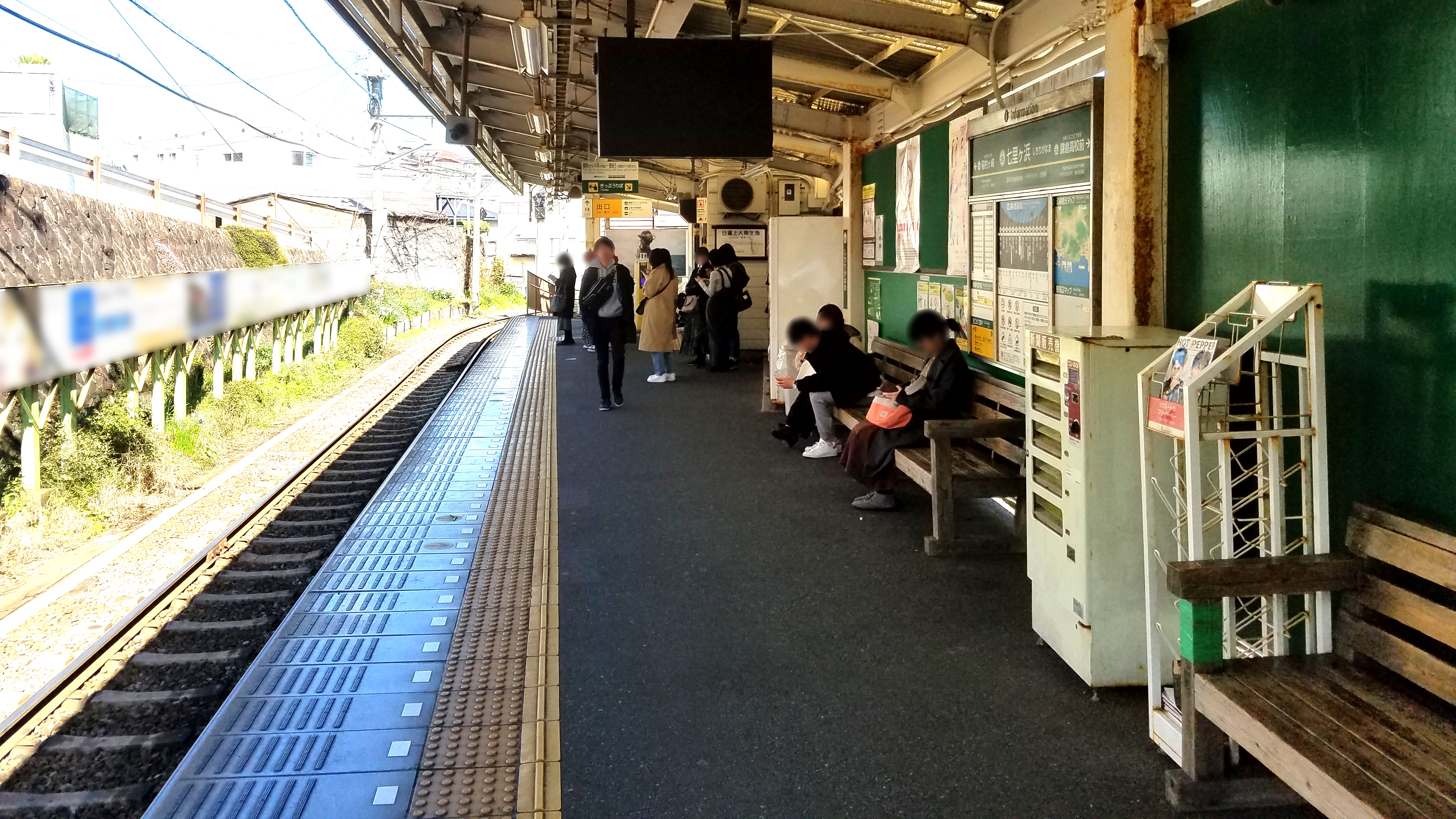
月台（2020年3月）

本站為側式月台1面1線的地面車站。

## 使用情況
2018年度1日平均上下車人次為7,385人，是江之島電鐵全部15個站中第5位。
近年推移如下表。
| 年度               | 1日平均 上下車人次 | 1日平均 上車人次 | 來源     |
| ------------------ | ------------------ | ---------------- | -------- |
| 1995年（平成07年） |                    | 2,361            | [ * 1 ]  |
| 1998年（平成10年） |                    | 2,059            | [ * 2 ]  |
| 1999年（平成11年） |                    | 2,006            | [ * 3 ]  |
| 2000年（平成12年） |                    | 2,010            | [ * 3 ]  |
| 2001年（平成13年） |                    | 2,078            | [ * 4 ]  |
| 2002年（平成14年） |                    | 2,060            | [ * 5 ]  |
| 2003年（平成15年） |                    | 2,059            | [ * 6 ]  |
| 2004年（平成16年） |                    | 2,037            | [ * 7 ]  |
| 2005年（平成17年） |                    | 1,975            | [ * 8 ]  |
| 2006年（平成18年） |                    | 1,962            | [ * 9 ]  |
| 2007年（平成19年） |                    | 1,677            | [ * 10 ] |
| 2008年（平成20年） | 4,832              | 1,713            | [ * 11 ] |
| 2009年（平成21年） |                    | 1,724            | [ * 12 ] |
| 2010年（平成22年） |                    | 1,699            | [ * 13 ] |
| 2011年（平成23年） | 4,568              | 1,671            | [ * 14 ] |
| 2012年（平成24年） | 5,667              | 2,839            | [ * 15 ] |
| 2013年（平成25年） | 6,110              | 3,035            | [ * 16 ] |
| 2014年（平成26年） | 6,342              | 3,136            | [ * 17 ] |
| 2015年（平成27年） | 6,703              | 3,310            | [ * 18 ] |
| 2016年（平成28年） | 7,005              | 3,458            | [ * 19 ] |
| 2017年（平成29年） | 7,356              | 3,616            |          |
| 2018年（平成30年） | 7,385              |                  |          |

## 歷史
- 1903年（明治36年）6月20日 - 田邊站啟用。
- 1915年（大正4年）10月18日 - 改名行合站。
- 1951年（昭和26年） - 改名七里濱站。
- 1997年（平成9年）4月16日 - 新站舍竣工。

## 相鄰車站
江之島電鐵
 江之島電鐵線
鎌倉高校前（EN08）－（峰原號誌站）－七里濱（EN09）－稻村崎（EN10）

## 外部連結
- 七里濱站（页面存档备份，存于） - 江之島電鐵

35°18′22.5″N 139°30′37″E / 35.306250°N 139.51028°E